# Маврикий на Паралимпийских играх
Маврикий на Паралимпийских играх впервые приняла участие в 1996 году на летних Играх в Атланте (не участвовали в Играх 2000 года). На зимних Играх делегация Маврикия участия пока не принимала. Медалей на Играх спортсмены Маврикия пока не завоевали.